# Nyctemera quaternarium
Nyctemera quaternarium är en fjärilsart som beskrevs av Arnold Pagenstecher 1900. Nyctemera quaternarium ingår i släktet Nyctemera och familjen björnspinnare. Inga underarter finns listade i Catalogue of Life.